# ももいろクリスマス2014 さいたまスーパーアリーナ大会 〜Shining Snow Story〜
『ももいろクリスマス2014 さいたまスーパーアリーナ大会 〜Shining Snow Story〜』（ももいろクリスマス にせんじゅうよん さいたまスーパーアリーナたいかい シャイニング スノー ストーリー）は、ももいろクローバーZが2014年12月24日と25日に開催したライブ。
Blu-ray & DVDとして発売され、Day2はオリコン週間DVD総合チャート第1位を獲得。

## 概要
メンバーの発案で、ストーリーの進行に合わせてライブが展開するという、新しい試みが取り入れられた。
“少女型ロボットに様々な感情表現をインプットしようとする研究者たち。
だがどうしても難しいのは、自然な笑顔を作り出すことであった――”
「笑顔」がテーマに選定された背景として、同年春に行われたライブ（ももクロ春の一大事2014 国立競技場大会 〜NEVER ENDING ADVENTURE 夢の向こうへ〜）での、リーダー・百田夏菜子の発言がある。
ロボットダンスチーム『タイムマシーン』（主宰：黄帝心仙人）が参加し、本格的なパフォーマンスが繰り広げられた。会場での生演奏は恒例の「ダウンタウンももクロバンド」に、13名からなるブラスバンドを加えた総勢23名のビッグバンドが担当。さらに30名からなるソシアルダンス（社交ダンス）チーム『ソシアルクローバーZ』も登場し、感情無く動いているロボットに音楽の楽しさを教えようと付き添う。ももクロメンバーも懸命に歌とダンスのパフォーマンスを届け、火を使った本格的なマジックショーやゲストの田中将大との野球対決（2日目のみ）も盛り込み、ロボットの少女に笑顔と感情を呼び起こすという、ミュージカル仕立ての展開となった。
玉井詩織は「こうやってライブで私たちの顔を観に来てくれる人の顔を見て、私たちがももクロである意味をまた見つけた気がします」と語り、有安杏果は「本当に（ももクロのライブは）素敵な場所だなと思います。自然と笑顔になれるし、イヤなこととか全部忘れられるし、皆さんにとってもそういう場所であったら」と述べた。最後に百田夏菜子は、「私たちじゃ手が届かないところの人は、みんながかわりに笑顔にしてあげてください。そうしたら、笑顔の輪が広がっていくんじゃないかなって思います」「みんなで一緒に世界中を笑顔にできたらと思います」と決意を表明した。
今回は、2年ぶり3回目のさいたまスーパーアリーナでの開催であるが、初のスタジアムモードでの開催となり、2日間あわせて5万4496人が来場した。テーマソングとして「一粒の笑顔で…」が発売され、グループの大規模ライブとしては初めてとなる、砂かぶり席（ステージ目の前の席）やアリーナ立見席が導入された。

## ももいろクリスマス2014 さいたまスーパーアリーナ大会 〜Shining Snow Story〜 Day1
| 専門評論家によるレビュー        | 専門評論家によるレビュー               |
| レビュー・スコア                | レビュー・スコア                       |
| 出典                            | 評価                                   |
| ------------------------------- | -------------------------------------- |
| 『Billboard JAPAN』（杉岡祐樹） | 肯定的 （Day1／Day2 LIVE Blu-ray BOX） |

### セットリスト
1. 上球物語 -Carpe diem-
2. サラバ、愛しき悲しみたちよ
3. 黒い週末
4. 泣いちゃいそう冬
5. DNA狂詩曲
6. 仮想ディストピア
7. 白い風
8. 猛烈宇宙交響曲・第七楽章「無限の愛」
9. 堂々平和宣言
10. My Dear Fellow
11. ChaiMaxx ZERO
12. サンタさん
13. MOON PRIDE
14. コノウタ
15. スターダストセレナーデ
16. CONTRADICTION
17. 一粒の笑顔で…
18. 行くぜっ!怪盗少女
19. 空のカーテン
20. overture ～ももいろクローバーZ参上!!～（アンコール）
21. BIONIC CHERRY（アンコール）
22. 月虹（アンコール）
23. 僕等のセンチュリー（アンコール）
24. 走れ!（アンコール）

特典映像（Blu-ray & DVD）
Shining Snow Shot 〜影アナで大はしゃぎ！編〜

## ももいろクリスマス2014 さいたまスーパーアリーナ大会 〜Shining Snow Story〜 Day2

### セットリスト
1. 黒い週末
2. 猛烈宇宙交響曲・第七楽章「無限の愛」
3. 僕等のセンチュリー
4. 泣いちゃいそう冬
5. 仮想ディストピア
6. 泣いてもいいんだよ
7. 空のカーテン
8. サラバ、愛しき悲しみたちよ
9. BIONIC CHERRY
10. 堂々平和宣言
11. ChaiMaxx ZERO
12. サンタさん
飯塚悟志（東京03）が登場。
13. My Dear Fellow
田中将大が登場。百田夏菜子と野球対決を行った。
14. 上球物語 -Carpe diem-
15. スターダストセレナーデ
16. GOUNN
17. 一粒の笑顔で…
18. 行くぜっ!怪盗少女
19. 月虹
20. overture ～ももいろクローバーZ参上!!～（アンコール）
21. MOON PRIDE（アンコール）
歌唱後に松崎しげるが登場し、恒例の「愛のメモリー」にのせて「ももクロどんたく 2015 春 〜劇空間プロライブ〜」の日程と場所の告知が行われた。
22. 白い風（アンコール）
23. コノウタ
24. 灰とダイヤモンド（アンコール）

特典映像（Blu-ray & DVD）
Shining Snow Shot 〜マー君登場！編〜

## サポートメンバー
「ダウンタウンももクロバンド」と呼ばれるバンドによる生演奏が行われた。
- 武部聡志 - 音楽監督・キーボード
- 村石雅行 - ドラムス
- 若森さちこ - パーカッション
- 浜崎賢太 - ベース
- 西川進 - ギター
- 佐藤大剛 - ギター
- 宗本康兵 - キーボード
- 本間昭光 - キーボード
- 加藤いづみ - コーラス
- marron - コーラス
- 秋永岳彦 - トロンボーン
- 海江田紅 - トロンボーン
- 鹿討奏 - トロンボーン
- 榎本裕介 - トロンボーン
- 二井田ひとみ - トランペット
- 小澤篤士 - トランペット
- エリック宮城 - トランペット
- Luis Valle - トランペット
- 竹村直哉 - サクソフォン
- 本間将人 - サクソフォン
- 山本公樹 - サクソフォン
- 才恵加 - サクソフォン
- 竹上良成 - サクソフォン

## 限定販売シングル「一粒の笑顔で…/Chai Maxx ZERO」
「一粒の笑顔で…/Chai Maxx ZERO」（ひとつぶのえがおで/チャイマックスゼロ）は、この公演の会場などで限定販売されたももいろクローバーZのシングル。CDの販売終了後も音楽配信サイトでダウンロードが可能となっている。

### 収録曲
1. 一粒の笑顔で… [5:07]
作詞・作曲：小坂明子 / 編曲：小坂明子、渡部チェル
歌詞・動画 - 歌ネット 
  - 「ももいろクリスマス2014」テーマソング
2. Chai Maxx ZERO [4:54]
作詞：只野菜摘 / 作曲・編曲：横山克
歌詞・動画 - 歌ネット 
  - 「Chai Maxx」へと続く序章としてのエピソードが描かれた作品。「comico」CMソング
3. KONOYUBi TOMALe（このゆびとまれ） [4:05]
作詞・作曲：所ジョージ / 編曲：TeddyLoid
歌詞・動画 - 歌ネット
4. 一粒の笑顔で…（off vocal ver.）
5. Chai Maxx ZERO（off vocal ver.）
6. KONOYUBi TOMALe（off vocal ver.）

### 参加ミュージシャン
限定販売シングルでは異例となる、大人数のミュージシャンが起用された。
一粒の笑顔で…
- オーケストラアレンジ：小坂明子
- リズムアレンジ・プログラミング：渡部チェル
- ピアノ：松田真人
- ギター：川瀬智
- ベース：田辺トシノ
- シンセサイザー：渡部チェル
- ストリングス：弦一徹Strings
- フルート：高桑英世、柴田真梨子
- オーボエ：最上峰行
- クラリネット：十亀正司
- ホーン：ジョナサン・ハミル、上間善之、大野雄大、萩原顕彰
- トランペット：ルイス・バジェ、奥村晶、二井田ひとみ
- トロンボーン：村田陽一、奥村晃
- バストロンボーン：山口隼士
- C.Percussion：藤井珠緒
- ハープ：朝川朋之

Chai Maxx ZERO
- ギター：堤博明
- サックス：竹上良成
- プログラミング・キーボード：横山克

KONOYUBi TOMALe
- プログラミング：TeddyLoid

## ライブビューイング
両日の公演は、『直送ももクロvol.19 平面革命「ももいろクリスマス2014さいたまスーパーアリーナ大会〜Shining Snow Story〜」』として、全国の映画館とライブハウスにてライブビューイングが行われた。
| 都道府県 | 市区町村   | 劇場名                                |
| -------- | ---------- | ------------------------------------- |
| 北海道   | 札幌市     | ディノスシネマズ札幌劇場              |
| 北海道   | 札幌市     | 札幌シネマフロンティア                |
| 青森県   | 弘前市     | イオンシネマ 弘前                     |
| 宮城県   | 黒川郡     | 109シネマズ富谷                       |
| 宮城県   | 仙台市     | MOVIX仙台                             |
| 群馬県   | 伊勢崎市   | プレビ劇場ISESAKI                     |
| 埼玉県   | 鶴ヶ島市   | シネプレックスわかば                  |
| 埼玉県   | さいたま市 | MOVIXさいたま                         |
| 東京都   | 中央区     | TOHOシネマズ 日本橋                   |
| 東京都   | 港区       | 品川ステラボール                      |
| 東京都   | 港区       | TOHOシネマズ 六本木ヒルズ             |
| 東京都   | 渋谷区     | TOHOシネマズ 渋谷                     |
| 東京都   | 新宿区     | 新宿ピカデリー                        |
| 東京都   | 豊島区     | シネマサンシャイン池袋                |
| 東京都   | 葛飾区     | MOVIX亀有                             |
| 東京都   | 板橋区     | イオンシネマ 板橋                     |
| 東京都   | 八王子市   | TOHOシネマズ 南大沢                   |
| 東京都   | 武蔵村山市 | イオンシネマ むさし村山               |
| 神奈川県 | 川崎市     | TOHOシネマズ 川崎                     |
| 神奈川県 | 川崎市     | チネチッタ                            |
| 神奈川県 | 海老名市   | TOHOシネマズ 海老名                   |
| 神奈川県 | 横浜市     | 横浜ブルク13                          |
| 千葉県   | 市川市     | TOHOシネマズ 市川コルトンプラザ       |
| 千葉県   | 千葉市     | シネプレックス幕張                    |
| 栃木県   | 宇都宮市   | TOHOシネマズ 宇都宮                   |
| 茨城県   | 水戸市     | シネプレックス水戸                    |
| 新潟県   | 新潟市     | イオンシネマ 新潟南                   |
| 富山県   | 富山市     | TOHOシネマズ ファボーレ富山           |
| 石川県   | 金沢市     | 金沢コロナシネマワールド              |
| 静岡県   | 浜松市     | TOHOシネマズ 浜松                     |
| 静岡県   | 静岡市     | MOVIX清水                             |
| 岐阜県   | 各務原市   | イオンシネマ 各務原                   |
| 愛知県   | 安城市     | 安城コロナシネマワールド              |
| 愛知県   | 名古屋市   | ミッドランドスクエアシネマ            |
| 愛知県   | 名古屋市   | 109シネマズ名古屋                     |
| 愛知県   | 名古屋市   | イオンシネマ 大高                     |
| 大阪府   | 大阪市     | TOHOシネマズ 梅田                     |
| 大阪府   | 大阪市     | TOHOシネマズ なんば                   |
| 大阪府   | 大阪市     | 大阪ステーションシティシネマ          |
| 大阪府   | 大阪市     | なんばパークスシネマ                  |
| 京都府   | 京都市     | TOHOシネマズ 二条                     |
| 京都府   | 京都市     | MOVIX京都                             |
| 兵庫県   | 西宮市     | TOHOシネマズ 西宮OS                   |
| 兵庫県   | 神戸市     | 109シネマズHAT神戸                    |
| 岡山県   | 岡山市     | TOHOシネマズ 岡南                     |
| 岡山県   | 倉敷市     | MOVIX倉敷                             |
| 広島県   | 広島市     | 109シネマズ広島                       |
| 愛媛県   | 松山市     | シネマサンシャイン衣山                |
| 福岡県   | 福岡市     | TOHOシネマズ 天神                     |
| 福岡県   | 福岡市     | ユナイテッド・シネマ キャナルシティ13 |
| 福岡県   | 福岡市     | T・ジョイ博多                         |
| 福岡県   | 糟屋郡     | イオンシネマ 福岡                     |
| 熊本県   | 熊本市     | シネプレックス熊本                    |
| 長崎県   | 長崎市     | TOHOシネマズ 長崎                     |
| 沖縄県   | 那覇市     | シネマQ                               |